# Fondation protection des œuvres et publication des valeurs de la sainte défense
La Fondation protection des œuvres et publication des valeurs de la sainte défense (persan : بنیاد حفظ آثار و نشر ارزش‌های دفاع مقدس) est une des fondations de la république islamique d'Iran, fondée afin de préserver les œuvres et de publier les valeurs de la défense sacrée (guerre Iran-Irak, 1980-1988 ) et la promotion de la culture de la résistance, du sacrifice, du djihad et du martyre, par l'ordre du Guide de la révolution après la fin de la guerre Iran-Irak, il fut fondé en octobre 1990. La fondation est dirigée par le commandant Bahman Kargar.